# Українська національна інформаційна служба
Украї́нська націона́льна інформаці́йна слу́жба (УНІС англ. Ukrainian National information service — UNIS) — недержавна, некомерційна організація, заснована в США, метою якої є збір інформації, проведення досліджень та розповсюдження інформації про Україну в США.
Українська Національна Інформаційна Служба була заснована у 1977 році, та є вашінґтонським бюро Українського конгресового комітету Америки у справах громадських відносин.
УНІС працює над втриманням зв'язків між українською громадою і членами Конґресу, урядовими посадовцями, засобами масової інформації і науковими організаціями. Працюючи над збільшенням участі й видимості української громади в політичних процесах США і урядовій діяльності, що має стосунок до України, УНІС співпрацює з такими угрупованнями, як між іншим Конгресовий Український Коукус (КУК), який було засновано у 1997 році завдяки зусиллям УНІС.
Приклад діяльності — організація і проведення у 2000 р. конференції «Прагнення України до зрілої державності» (80 доповідей).